# The Nits

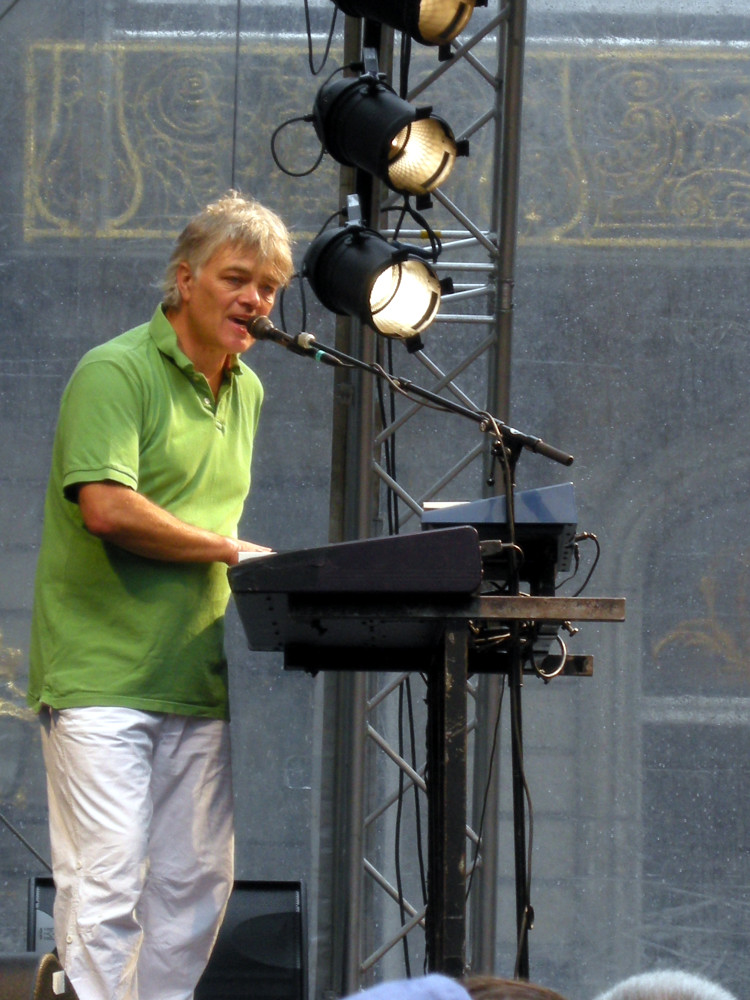
Robert Jan Stips

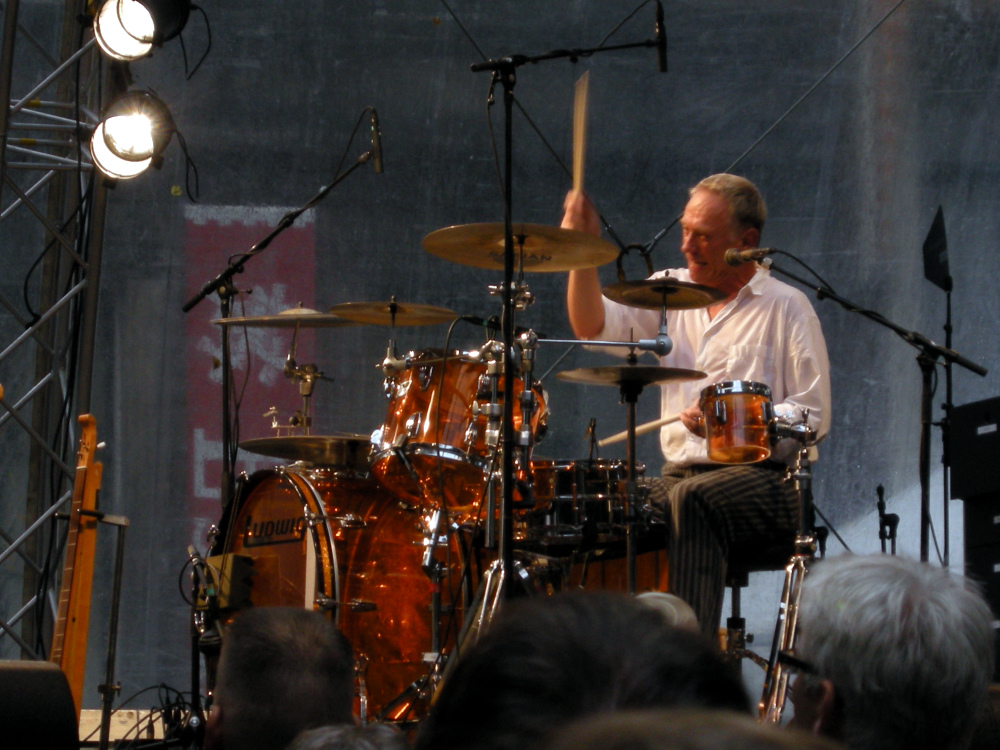
Rob Kloet

The Nits són un grup de pop neerlandès, format el 1974. El seu estil musical ha variat considerablement amb els anys, així com els seus membres, entre els quals han estat sempre Henk Hofstede (cantant i lletrista), Rob Kloet (bateria) i Robert Jan Stips (teclats).
El seu èxit més gran als Països Baixos va ser "Nescio" (1983), i a nivell internacional es van donar a conèixer amb "In The Dutch Mountains" (1987). A casa nostra el seu primer èxit va arribar amb el single The Train (1988).
El 1989 el grup va obtenir el premi neerlandès Gouden Harp.

## Discografia
- The Nits (1978),
- Tent (1979),
- New Flat (1980),
- Work (1981),
- Kilo (1983),
- Omsk (1983)
- Adieu Sweet Bahnhof (1984),
- Henk (1986),
- In the Dutch Mountains (1987),
- Hat (1988),
- Urk (1989) (triple àlbum en directe),
- Giant Normal Dwarf (1990),
- Hjuvi - A Rhapsody in Time (1992) (amb The Radio Symphony Orchestra),
- Ting (1992),
- dA dA dA (1994),
- Dankzij de Dijken (1995) (com a FRITS, amb Freek de Jonge, en neerlandès),
- Nest (1995) (àlbum recopilatori),
- Alankomaat (1998),
- Hits (2000) (àlbum recopilatori),
- Wool (2000),
- 1974 (2003),
- Les Nuits (2005),
- Doing the Dishes (2008)